# Schubkapmierpitta
De schubkapmierpitta (Grallaria guatimalensis) is een zangvogel uit de familie Grallariidae (mierpitta's).

## Verspreiding en leefgebied
Deze soort komt voor van Mexico tot Bolivia en telt tien ondersoorten:
- G. g. binfordi: zuidelijk-centraal Mexico.
- G. g. ochraceiventris: zuidwestelijk Mexico.
- G. g. guatimalensis: van zuidelijk Mexico tot noordoostelijk Nicaragua.
- G. g. princeps: Costa Rica en westelijk Panama.
- G. g. chocoensis: oostelijk Panama en noordwestelijk Colombia.
- G. g. regulus: de Andes van westelijk Venezuela tot centraal Peru.
- G. g. sororia: van zuidelijk Peru tot centraal Bolivia.
- G. g. carmelitae: noordoostelijk Colombia en noordwestelijk Venezuela.
- G. g. aripoensis: Trinidad.
- G. g. roraimae: zuidelijk Venezuela, noordelijk Brazilië en westelijk Guyana.

## Status
De grootte van de populatie is in 2019 geschat op 50.000-500.000 volwassen vogels. Op de Rode lijst van de IUCN heeft deze soort de status niet bedreigd.